# Clemens (rapper)
 For alternative betydninger, se Clemens. (Se også artikler, som begynder med Clemens)
Clemens Legolas Telling (født 8. oktober 1979 i Roskilde), bedre kendt under sit kunstnernavn MC Clemens eller blot Clemens, er en dansk rapper, sanger, producer, teaterinstruktør og tekstforfatter. Clemens har bl.a. udgivet flere soloplader, modtaget en Grammy og et legat fra Statens Kunstfond. 
Han begyndte sin musikalske karriere i 1989, som DJ på en ungdomsklub i Sønderborg. Her blev han hurtigt kendt for at omdigte og recitere MC Einars tekster, og med Lars Jensens (senere kendt som L:Ron:Harald) hjælp lærte han at rappe, og opnåede en andenplads ved DM i Rap i 1993. Herefter begyndte han også at freestyle, og i 1996 vandt han op til flere uofficielle Danmarksmesterskaber i freestyle og fik førstepladsen til det officielle DM i Rap.
Clemens' store kommercielle gennembrud kom i 1997 med debutalbummet, Regnskabets time, der blev modtaget med gode anmeldelser. Han spillede derefter en stribe udsolgte jobs landet over, og kastede sig så ud i en dobbelttourné med rockbandet Psyched Up Janis. I 1999 udgav han sit andet studiealbum, Den anden verden, der modtog stor anmelderros. Samme år begyndte han også at samarbejde med Sveriges førende rapper Petter. I 2000 fik han sit eget tv-show på TV 2 kaldet "Gong gong og kæbespænding". I 2001 udgav han sit tredje studiealbum, Professionel bla bla, som vandt P3 Prisen for Årets Hip-hop Radiohit. Samme år deltog han i en kampagne mod aids, hvor han og andre kunstnere tog til Sydafrika for at holde foredrag og optræde.
Hans talent som ord-kunstner har også ført ham over i teaterverdenen, hvor han både har markeret sig som tekstforfatter og skuespiller. I 2002 medvirkede han i teaterstykket '11komma7'; et stykke, som Clemens i samarbejde med Peter Langdal, Al Agami og Steen Koerner selv havde været med til at skrive. I den forbindelse modtog han et legat af Wilhelm Hansen Fonden for den “fremragende” præstation. Året efter skrev han en nyfortolkning af 'Nøddeknækkeren' og da den berømte musical-version af 'Matador' skulle opsættes i 2007, var han én af tekstforfatterne.
I november 2004 udgav han sit fjerde studiealbum, Dans med døden, som blev godt modtaget, bl.a. med 6 stjerner i Gaffa. I 2006 startede han det samfundskritiske rock/rap-band 'Die Dumme Dänen', som strøg til tops på de danske hitlister med albummet 'Spænd Hjelmen'. I 2007 vendte han tilbage til hip-hoppen med sit femte studiealbum, Nye Tider, og året efter deltog han i DR's "All Stars", hvor han kom på en 2. plads med sit kor. Karrieren i tv fortsatte, da han i programmet, "Den Store Klassefest", skulle duellere imod kendissen René Dif.
I efteråret 2010 udgav Clemens i samarbejde med Jon Nørgaard singlen “Champion”, som er blandt Clemens’ allerstørste singlehits til dato. “Champion” opnåede førsteplads på singlelisten, og modtog i foråret 2011 en guldplade for 15.000 solgte downloads. Den 23. maj 2011 udsendte han singlen “Byen sover”, der er produceret af Nexus, Søren Mikkelsen og Jon Nørgaard. Den 26. marts 2012 udgav han sit sjette studiealbum, Ingen kender dagen, hvor sangerne Julie Maria og Sarah West bl.a. medvirker.

## Karriere
Han begyndte sin karriere i 1989 som DJ på en ungdomsklub i Sønderborg, og besøgte også mange spillesteder som Sønderborghus, Rottehullet og Kærvej 17 – klubber og spillesteder, hvor Sønderborgs unge undergrund samledes. Han har tidligere udtalt sig omkring byen: "Sønderborg gav rum til, at vi kunne dyrke vores subkultur på et niveau, der gjorde, at mange af os er blevet nogle store navne, som Sønderborg kan være stolt af" – bl.a. René Johansen, der har lavet musikvideoer til Suspekt, L:Ron:Harald og Sune Wagner (Psyched Up Janis og The Raveonettes). I 1997 udgav han sit debutalbum, Regnskabets time, der blev modtaget med gode anmeldelser. I september 2008 modtog det et guldcertifikat for 20.000 solgte eksemplarer. Efter udgivelsen af Regnskabets time tog han på udsolgte jobs i hele landet og lavede også en dobbelttourné med rockbandet Psyched Up Janis. Han kom desuden forbi Grønland, hvor han var i tre uger, spillede to shows i Nuuks kulturhus, ét show i Julianehåb og indspillede en sang med Nuuk Posse.
I 1999 udgav han sit andet studiealbum, Den anden verden, der fik stor anmelderros. Samme år begyndte han også sit arbejde med Sveriges førende rapper Petter, og han gæsterappede desuden på Petters album, Bananrepublikken. Året efter deltog han også på Petters turné, der gik forbi Sverige, Norge og Finland. Den anden verden blev belønnet med en Grammy og et legat fra Statens Kunstfond.
I 2001 udgav han sit tredje studiealbum, Professionel bla bla, som bl.a. vandt P3 Prisen for Årets Hip-hop Radiohit. Albummet lå også Nr. 1 på hitlisterne. Samme år deltog han også i en kampagne mod aids, hvor han og andre kunstnere tog til Sydafrika for at holde foredrag og optræde. I 2004 udgav han sit fjerde studiealbum, Dans med døden, som blev godt modtaget, bl.a. med 6 stjerner i musikbladet Gaffa. I 2005 blev han inviteret til Tokyo i Japan, sammen med Steen Koerner og Yoakim Hjejle, for at skrive teaterstykket "Øen i Øst". Da japanerne hører ham rappe, bliver han tilbudt en japansk pladekontrakt, som dog ikke bliver til noget.
Clemens udgav sit femte studiealbum, Nye tider, i 2007, hvilket indeholder single-hittet "Lad dem hænge". Året efter udgav han sit mixtape, Det fortabte album, som indeholder gamle kasserede numre. I 2008 blev han "All Stars" nr. 2 i DR-konkurrencen, der blev vundet af kendissen René Dif. Senere samme år tog Clemens dog revanche i TV 2-programmet "Den Store Klassefest", hvor de igen skulle duellere.
I 2010 startede han i samarbejde med Paw Lagermann fra Infernal projektet Husspektakel. Samme år udgav han singlen "Champion" i samarbejde med Jon Nørgaard. "Champion" opnåede en førsteplads på singlelisten, og modtog i foråret 2011 en guldplade for 15.000 solgte downloads. Den 23. maj 2011 udsendte Clemens singlen "Byen sover", der er produceret af Nexus, Søren Mikkelsen og Jon Nørgaard. Sangen sampler sangerinden Julie Marias nummer "Evelyn" fra 2009. Singlen opnåede en placering som #1 på singlelisten, og modtog i september 2011 guld for 15.000 downloads. Den 18. november 2013 kunne Clemens offentliggøre sin nye single "Tik Tik", som er et covernummer af Kim Larsens hit.
Clemens har desuden medvirket på album med bl.a. 4Fod, Claude, Den Gale Pose, Jeppe Rapp, Jokeren, L:Ron:Harald, Street Mass, Suspekt, Tjes Boogie, Petter, Blå Øjne og på Bevar Christiania-albummet og det fælles skandinaviske Scandal Navia-album.

## Die Dumme Dänen
I 2006 udgav han et album med et nydannet rock/rap band kaldet Die Dumme Dänen, som blev døbt Spænd hjelmen. Dette skulle menes som en opsang til den danske befolkning. Albummet leverede tre singler og musikvideoer til numrene "Kanal nul", "Kors & Flag" og "Sommerpunk", hvor de to første singler hittede en del på de danske radio og TV stationer. "Kanal nul" gik ind som nummer 2 på DR's Boogie-listen, hvor den lå i top fem placeringer i hele 8 uger samt lå i rotation på landets radiostationer. "Kors & Flag" gik ind som nummer 1 på Nordjyllands radio ANR, hvor den lå i top 20 placeringer i hele 14 uger.
Die Dumme Dänen kan også opleves på et opsamlingsalbum kaldet "Protestsange.dk" (udgivet på Playground i 2006) med nummeret "Når bomben springer". Bandet medvirkede i 2007 også i DR-programmet Mission Intergration med nummeret "Gør en forskel", hvor bandet fik til opgave at skrive og indspille et nummer på én uge. På nummeret medvirker desuden Parkens daværende bestyrelsesformand Flemming Østergaard, den tidligere politidirektør Hanne Bech Hansen og DR's tidligere generaldirektør Kenneth Plummer med speaks.
I 2014 medvirkede han på sangen "Stjerner og hvidt lys" med Rasmus Nøhr og Simon Talbot, hvis musikvideo blev vist under Zulu Comedy Galla samme år. I videoen ses sangerne i et træningscenter og den ender med at de alle er i bad sammen. Både videoen og teksten har stærke homo-erotiske undertoner. Primo 2016 var videoen set knap 2,7 millioner gange på YouTube.

## Som skuespiller/dramatiker
Clemens fik sin skuespiller og dramatikerdebut i 2002, hvor han var med i teaterstykker 11komma7, instrueret af Peter Langdal, på Betty Nansen Teatret. Året efter skrev Clemens alt tekstmaterialet til en nyfortolkning, den såkaldte breakdance version af Nødderknækkeren, instrueret af Steen Koerner, med dramaturgisk hjælp af Ole Bornedal. Nødderknækkeren modtog en Reumert og blev en del af Kulturkanonen. Forestillingen er blevet genopsat i 2004, 2005, 2006 og 2008 i Tivolis Koncertsal. I 2007 blev Nødderknækkeren genopsat i Oslo på Centralteatret og på Store Scene på Aarhus Teater. Nødderknækkeren blev vist på DR i julen 2010.
Han har endvidere skrevet alt tekstmaterialet til Slumprinsessen & De 7 Smalltimehustlers, 2005 – Store Scene Aarhus Teater, Øen i Øst, 2005 – Koma Theater, Tokyo, Hiphip 2 The Hop, 2006 – Aveny-T, Sylfiden, 2006 – Aveny-T. OK Royal, 2006 – Turbinehallerne. Alle teaterstykker er instrueret af Steen Koerner.
Clemens skrev samtlige sangtekster til musicalen Matador bygget over tv-serien af samme navn i 2007 på Operaen, instrueret af Peter Langdal. Matador blev udgivet på DVD ultimo 2008. Han skrev desuden sangteksterne til stykket 69, instrueret af Niclas Bendixen, 2008 på Holbæk Teater.
I 2011 skrev han også samtlige sangtekster og overviewede manuskriptet til teaterversionen Flemming Quist Møllers Cykelmyggen Egon. Stykket havde premiere på Holbæk Teater primo 2011 og repremiere på Østre Gasværk Teater ultimo 2011. Siden er forestillingen opsat på Bellevue Teatret i marts 2025.
Clemens har også medvirket i en birolle i tv-serien Anna Pihl, hvor han spiller pusheren K, som Michalla Hansen (Iben Hjejle) får ram på.

## Diskografi

### Studiealbum
som Clemens
- Regnskabets time (1997)
- Den anden verden (1999)
- Professionel bla bla (2001)
- Dans med døden (2004)
- Nye tider (2007)
- Ingen kender dagen (2012)
- Klemmedrengen (2015)
- Delyrium (2015)

med Die Dumme Dänen
- Spænd hjelmen (2006)

### EP'er
- Fire sæsoner - del 1 (2013)

### Opsamlingsalbum
- Det fortabte album (2008)

### Singler
| År                                                       | Titel                                          | Højeste placering | Certificering                          | Album                |
| År                                                       | Titel                                          | Danmark           | Certificering                          | Album                |
| -------------------------------------------------------- | ---------------------------------------------- | ----------------- | -------------------------------------- | -------------------- |
| 1999                                                     | "Uanset hvad i siger"                          | —                 |                                        | Den anden verden     |
| 1999                                                     | "Når du går"                                   | —                 |                                        | Den anden verden     |
| 1999                                                     | "Hvad havde du regnet med?"                    | —                 |                                        | Den anden verden     |
| 2004                                                     | "Bang bang (dansk dynamit)" (Clemens og Stick) | 17                |                                        |                      |
| 2007                                                     | "La' dem hænge"                                | 27                |                                        |                      |
| 2010                                                     | "Champion" (featuring Jon Nørgaard)            | 1                 | - Guld (download) - Guld (streaming)   | Ingen kender dagen   |
| 2011                                                     | "Byen sover"                                   | 3                 | - Guld (download) - Guld (streaming)   | Ingen kender dagen   |
| 2012                                                     | "Ingen kender dagen" (featuring Sarah West)    | 12                | - Guld (download) - Platin (streaming) | Ingen kender dagen   |
| 2012                                                     | "Har det godt"                                 | —                 |                                        | Ingen kender dagen   |
| 2012                                                     | "Tog det som en mand" (featuring Nastasia)     | 12                | - 2× Platin (streaming)                | Ingen kender dagen   |
| 2013                                                     | "Har du noget at sige"                         | 21                | - Platin (streaming)                   | Fire sæsoner - del 1 |
| 2013                                                     | "Tik tik"                                      | 30                |                                        |                      |
| 2014                                                     | "Ubevægelig"                                   | —                 |                                        |                      |
| 2014                                                     | "Dårlig hårdag"                                | —                 |                                        | Pangæa               |
| 2014                                                     | "Øjenåbner" (featuring Maia)                   | 9                 |                                        | Pangæa               |
| "—" markerer en udgivelse der ikke opnåede en placering. |                                                |                   |                                        |                      |

Som medvirkende artist
- "Mester Mørkeleg" (Al Agami feat. MC Clemens på Rimlig rar rimlig rå fra 1996)
- "Stive soldater" (Suspekt feat. Clemens & Kælderposen)
- "Vi ejer natten" (Hedegaard feat. Clemens & Jon Nørgaard)
- "Det gør ondt" (Jon Nørgaard feat. Clemens)
- "Mangler dig her" (Joey Moe feat. Clemens)
- "Champion Part II" (Kato feat. Clemens & Jon Nørgaard)
- "Fuck hvor er det fedt (at være hip hop'er)" (Kato feat. Clemens)
- "Fuck hvor er det fedt (at være hip hop'er) - Part 2 G-Mix" (Kato feat. Clemens, A'typisk, Gilli, Kesi, Sivas, Mass Ebdrup & Ataf)
- "Den første" (Specktors feat. Clemens)
- "Stjerner og hvidt lys" feat. Rasmus Nøhr og Simon Talbot

## Teaterstykker
- 24 (2000)
- 11komma7 (2002)
- Nøddeknækkeren (2003)
- Slumprinsessen og de 7 smalltimehustlers (2005)
- Øen I Øst (2005)
- Sylfiden (2006)
- Hip hip 2 the hop (2006)
- Musicalen Matador (2007)
- Balletdanserinden (2007)
- 69 (2008)
- Cykelmyggen Egon (2011)
- Julemanden og den farligeforbyder (2012)
- Carmen (2012)

## Priser
- 1. Pladsen ved DM i Rap (1996)
- Statens Kunstfond (1999)
- Dansk Grammy 2000 – Årets Danske Rap Udgivelse (2000)
- P3 Prisen – Årets Hip Hop Radiohit (2001)
- Den Gyldne Mikrofon – MC's Fight Night (2001)
- Wilhelm Hansen Fonden (2002)
- Reumert – Nøddeknækkeren Årets Danseforestilling (2004)
- Kulturkanonen – Nøddeknækkeren (2004)
- Statens Kunstfond (2007)
- Statens Kunstfond (2008)
- Reumert – 69 Årets musikteaterforestilling (2009)